# پسچانویه (شهرستان توپچیخینسکی، سرزمین آلتای)
پسچانویه (به لاتین: Peschanoye) یک منطقهٔ مسکونی در روسیه است که در سرزمین آلتای واقع شده‌است.